# Јордан П. Илић
Јордан П. Илић (Дојкинци, предео Висок код Пирота, Срез височки, 24. април/6. мај 1883 — Београд, 30. новембар 1950) био је професор Православног богословског факултета Универзитета у Београду.

## Биографија
Професор др Јордан П. Илић је рођен на Старој планини у старом дојкиначком роду „Лилћини” 24. априла 1883. године (по старом календару) од оца Петра, учитеља у време Турака и првог народног посланика из свог села у Српској скупштини после ослобођења и мајке Илинке. Његов млађи брат од стрица био је епископ СПЦ. Завршио је основну школу у родном селу (1894), четири разреда гимназије у Пироту (1898) и богословију у Београду 1902. године. Од септембра 1902. учитељује у селима: Кална, Прћиловица, Топли До, Дојкинци (1906 — септембар 1910).
Октобра 1910. уписује студије на Католичком теолошком факултету Универзитета у Берну и до почетка Првог светског рата апсолвира и упише Филозофски факултет на истом универзитету (1914). Од 1. маја, 1916. до 23. августа, 1919. године задужен је за образовање избегле српске деце у Лозани.. Стални је сарадник научног часописа (нем) Internationale kirchliche Zeitschrift, а објављује своје прилоге и у осталим швајцарским часописима Докторирао је 19. маја, 1922. на Филозофском факултету одбранивши дисертацију: Народно образовање јужних Словена Одмах се враћа у земљу и 4. децембра 1922. изабран је за доцента, управо формираног Православног богословског факултета, за предмете Педагогика и Методика религијске наставе и васпитања. За ванредног професора изабран је 25. маја 1930. године, а за редовног 16. маја 1939. Није потписао „Апел српском народу” 1941. Окупацијске власти су га 1942. године пензионисале и као непожељног одстраниле са Универзитета, али је октобра 1944. враћен на редовну дужност.
После рата поклонио је факултету велику личну библиотеку. Од 1946. до 1949. године држи предавања и из новоуведеног предмета: Хришћанска социологија. Умро је од рака 30. новембар 1950. не дочекавши искључење Православног богословског факултета са Универзитета у Београду 1952. године, мада су још за његовог живота партијски и државни органи започели и спроводили опсежну денунцијацију свих професора, не би ли укинули или потпуно променили факултет. На захтев Милија Дилпарића, председника Државне комисије за верска питања, сачиинио је крајем јуна 1949. године др Радован Н. Казимировић, са назнаком „најповерљивије”, елаборат о стању на Богословском факултету Под бројем 5 др Казимировић извештава:
Др Јордан Илић, ред. професор педагогике. То је један од најконзервативнијих професора на факултету. Он је брат од стрица нишког епископа Др Јована, који се пре монаштва такође звао Јордан.
Два Јордана обадва једнака.
...
Он је увек служио реакционарним типовима.
Са својим такође јако конзервативним братом од стрица, епископом Јованом, сада игра велику улогу у учвршћивању реакционарног фронта међу поповима и калуђерима.
На факултету је без икакве користи и потпуно је сазрео за пензију.